# 彼得·塔利·科尔曼

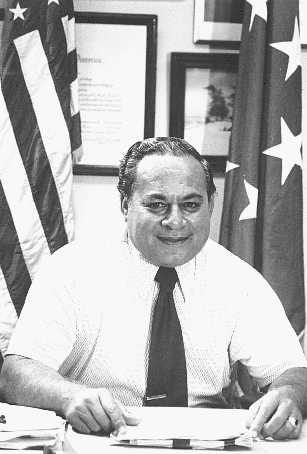
彼得·塔利·科尔曼

彼得·塔利·科尔曼(Peter Tali Coleman，1919年–1997年)，美属萨摩亚政治人物，1956年10月15日至1961年5月24日，担任美属萨摩亚总督；1978年1月3日至1985年1月3日，再次担任美属萨摩亚总督；1989年1月2日至1993年1月3日，第3次担任美属萨摩亚总督。科尔曼是美属萨摩亚历史上第1位萨摩亚裔总督。